# Pedro de Bardeci
Pedro de Bardeci Aginako, O.F.M. (řeholním jménem: Petr od Narození Krista; 5. dubna 1641 Urduña – 12. září 1700 Santiago) byl španělský řeholník, františkán a misionář.

## Život
Narodil se 5. dubna 1641 v Urduñi do bohaté a zbožné rodiny. Pokřtěn byl následující den v poustevně San Clemente de Erbileta.
Kolem roku 1661 emigroval se svými bratry Josém a Franciscem do Mexika. Po usazení se věnoval obchodu s tabákem. Protože ho některé obchodní nabídky vzdalovaly od čestnosti a spravedlnosti, rozhodl se podnikání opustit a opustit zemi. Roku 1666 odplul do peruánského místokrálovství, kde se usadil v dnešním Potosí v Bolívii. Stal se vychovatelem a učitelem dvou mladých mužů z aristokratické rodiny.
Shromážděná svědectví zdůrazňují jeho lásku k ukřižovanému Kristu a Panně Marii. Žil asketickým životem a konal pokání. Roku 1674 odešel do Santiago de Chile, kde 8. září následujícího roku vstoupil do noviciátu františkánské provincie Nejsvětější Trojice, která patřila k observantské části řádu. Roku 1676 složil řeholní sliby se jménem Petr od Narození Krista.
Jako bratr-laik se soustředil na oddanost Kristu v Nejsvětější svátosti, křížové cestě a Panně Marii. Představení mu dovolili přijímat eucharistii několikrát týdně, což nebylo zvykem. Byl pokorným řeholníkem, kterého často vyhledávali nemocní a chudí. S velkým klidem a trpělivostí procházel ulicemi Santiaga a prosil o almužnu.
Zemřel 12. září 1700 v Santiagu.

## Proces svatořečení
Proces byl zahájen 22. května 1754 v arcidiecézi Santiago de Chile.